# Севостьянова Надія Петрівна
Севостьянова Надія Петрівна (2 вересня 1953) — радянська академічна веслувальниця.
Бронзова призерка Олімпійських Ігор 1976 року в складі розпашної четвірки зі стерновою.